# Mycetosoritis explicata
Mycetosoritis explicata är en myrart som beskrevs av Kempf 1968. Mycetosoritis explicata ingår i släktet Mycetosoritis och familjen myror. Inga underarter finns listade i Catalogue of Life.

## Bildgalleri

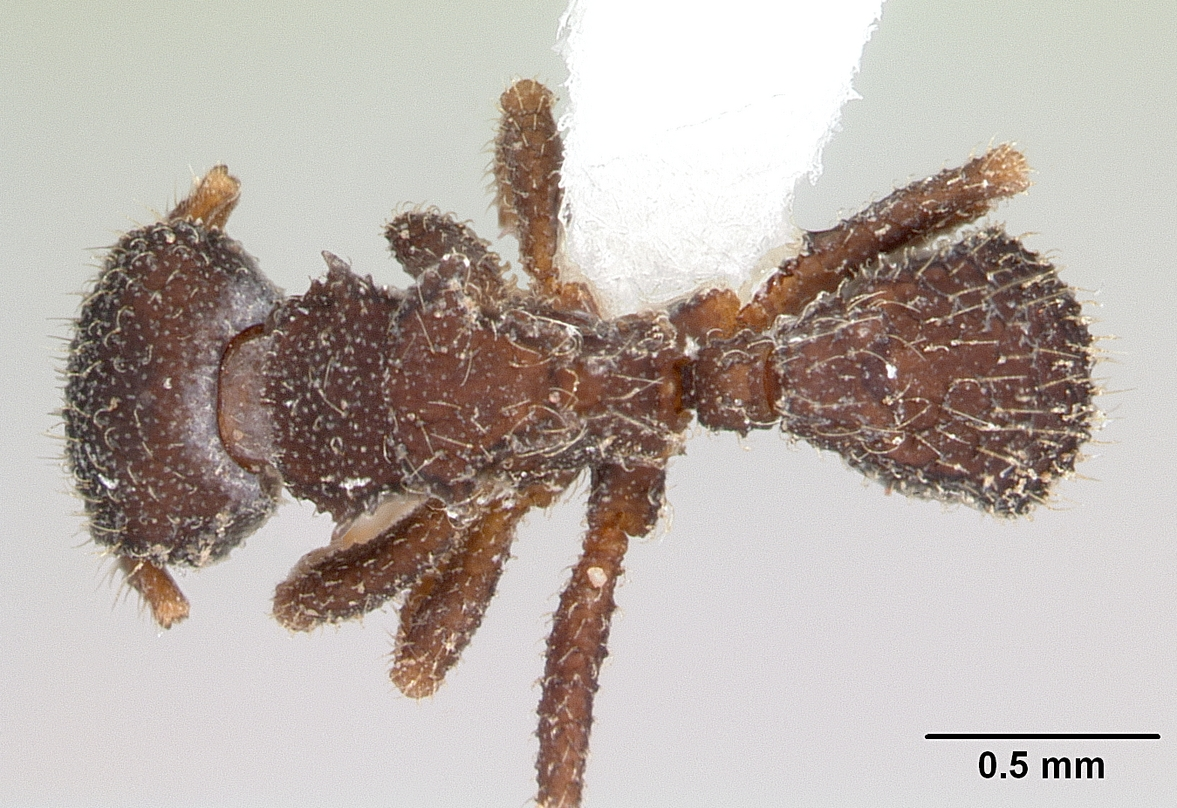
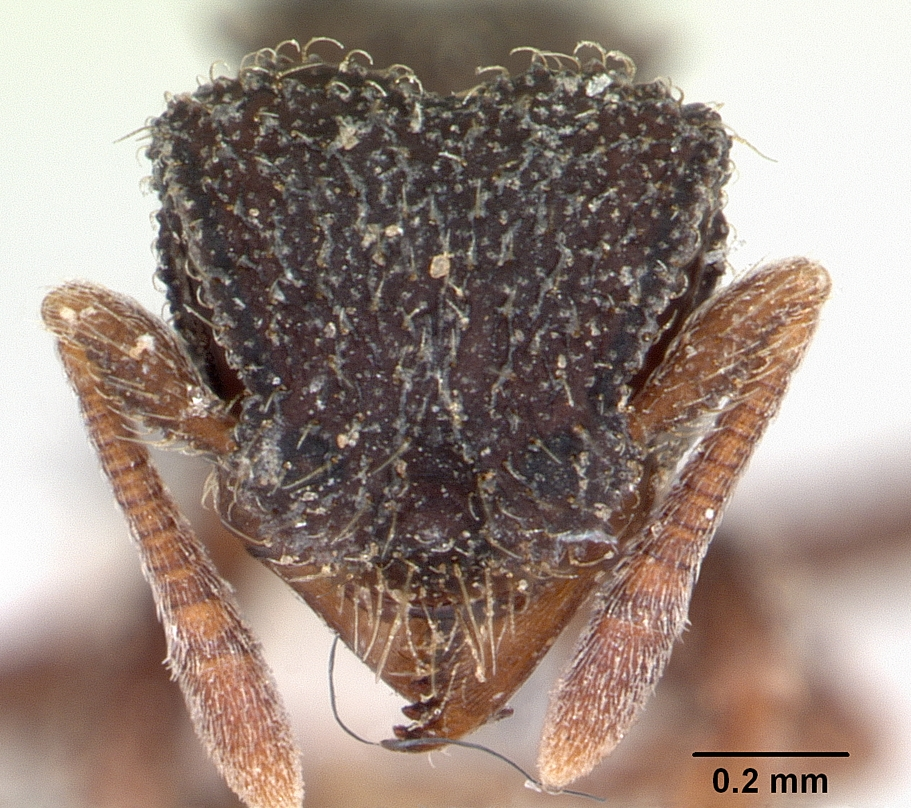
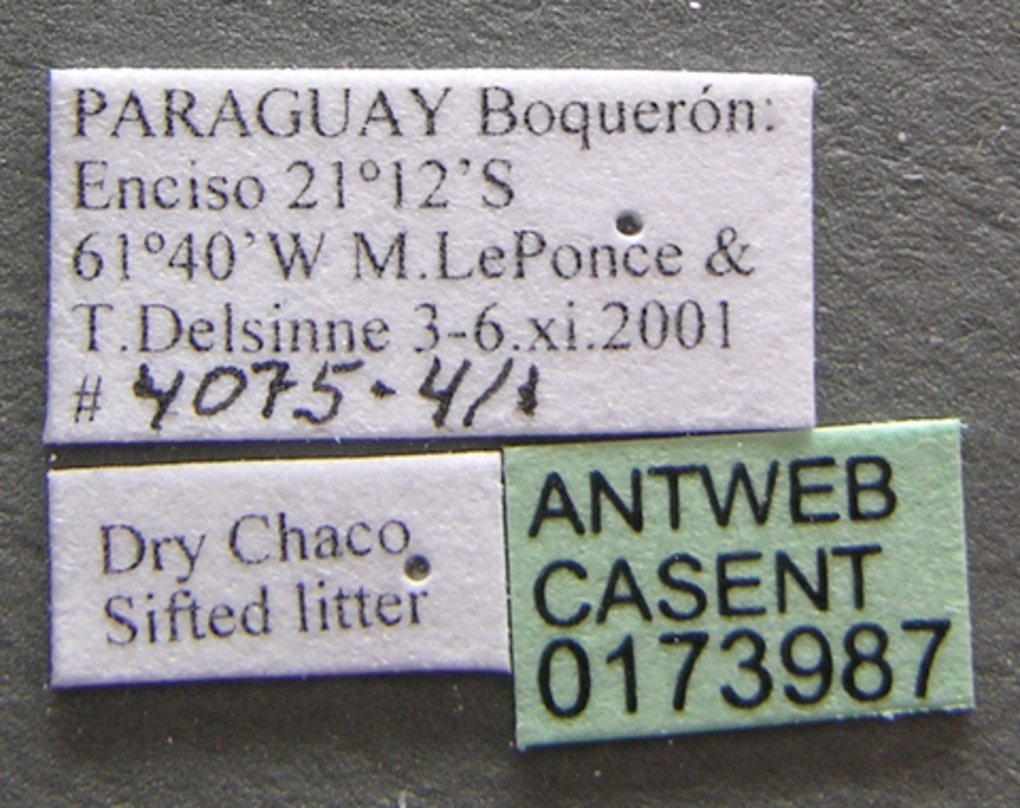
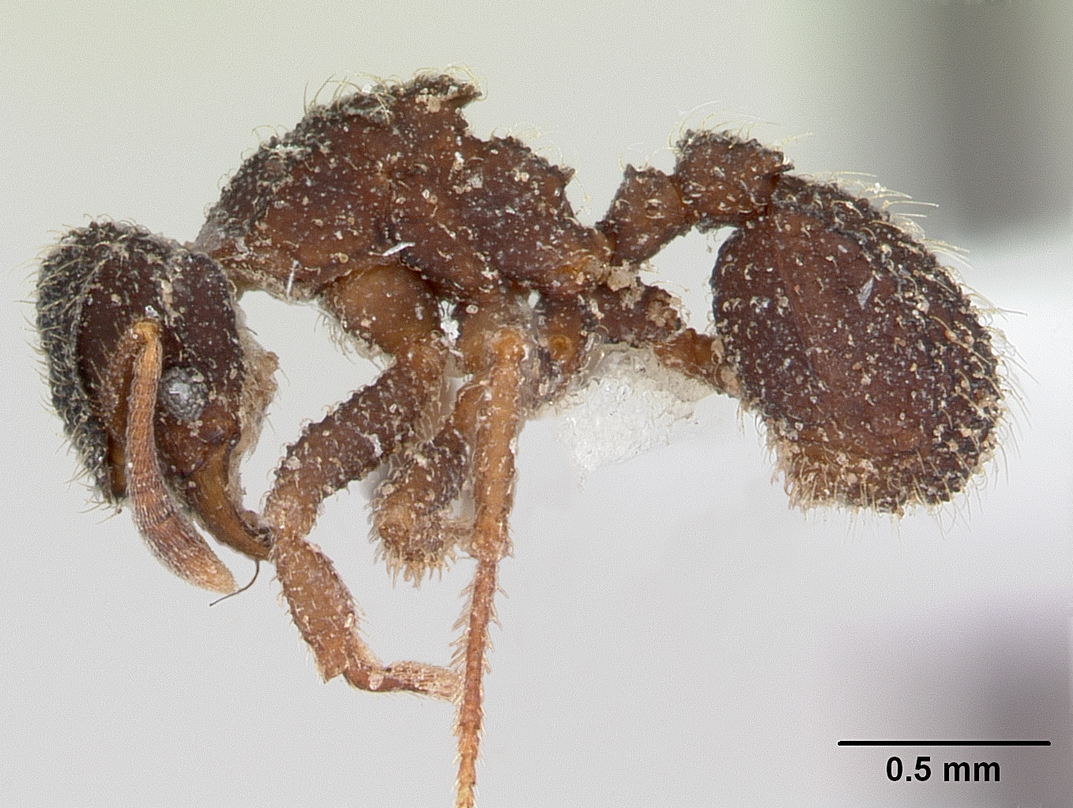